# Скуратово (Калужская область)
Скуратово — деревня в Жуковском районе Калужской области, в составе сельского поселения «Совхоз Победа».
Скурат — выделанная кожа. Прозвищное имя  Скурыга, производное от Скурат(Шкурат) — «тощий, заморыш», лоскут кожи

## География
Расположена на севере Калужской области на административной границе Жуковского и Боровского районов. Рядом населённые пункты: Пантелеевка,Торосс ,Медик ,Спутник и  Пионерлагерь Метростроя. 

## Климат
Умеренно-континентальный с выраженными сезонами года: умеренно жаркое и влажное лето, умеренно холодная зима с устойчивым снежным покровом. Средняя температура июля +18 °C, января −9 °C. Теплый период длится в среднем около 220 дней.

## Население
| 2002 | 2010 |
| ---- | ---- |
| 2    | →2   |

## История
В 1782 году —пустошь Скуратово Боровского уезда, Ивана Афанасьевича Золотухина, Александра Исаевича Зыкова, Пелагеи Фёдоровны Патрекеевой. На правом берегу оврага Титов.

### Публицистика
- Романова Т. В. Так освобождалась Калужская земля: «Первыми ласточками» стали Тарусский и Жуковский районы. // Весть : газета. — 2012. — 18 января.